# Arroyo Culebro (Leganés)
Arroyo Culebro es un barrio situado al sur de Leganés, junto al parque de Polvoranca. Está delimitado físicamente por las autovías M-406 (norte), M-407 (oeste), M-409 (este) y M-50 (sur).

## Población
No existen datos sobre población al ser el último padrón municipal de 2003.
A fecha 31 de enero de 2008 hay 7222 vecinos censados en el barrio.
A fecha 31 de enero de 2010 hay 8439 vecinos censados en el barrio.

## Urbanismo
En una extensión de 131,8 hectáreas de terreno se construyeron unas 3.600 viviendas. Se trata de un barrio de muy reciente construcción, que combina los chalets adosados con bloques de pisos de varias alturas. Está surcado por el arroyo del mismo nombre, que nace en el vecino parque de Polvoranca. Es un barrio muy bien planificado que cuenta con anchas calles y numerosas zonas verdes. Destaca su largo bulevar que nace en la zona norte del barrio y acaba en la plaza.

## Transportes
- Cercanías Madrid: estación de Parque Polvoranca, perteneciente a la línea C-5.
- Autobús:
  - 482 Madrid (Aluche) - Leganés (Arroyo Culebro)
  - N804 Madrid (Atocha)- Leganés (Arroyo Culebro).
  - 468 Getafe - Fuenlabrada - Griñón - Casarrubuelos / Serranillos del Valle - Ugena
  - 497 Leganés (Parquesur) - Fuenlabrada - Humanes de Madrid - Moraleja de Enmedio - Las Colinas para en la M-409
  - N803 Madrid (Aluche) - Leganés - Fuenlabrada (Barrio del Naranjo) para en la M-409
- En automóvil a través de las mismas autovías que lo delimitan: M-406 (hacia Alcorcón, o Getafe), M-407 (hacia San Nicasio en dirección norte o Loranca, Fuenlabrada, Moraleja de Enmedio, Humanes de Madrid, Griñón, y Serranillos del Valle hacia el sur), M-409 (hacia el núcleo urbano de Fuenlabrada en dirección sur o hacia Leganés en dirección norte) y M-50 (conexión rápida del barrio con todas las carreteras radiales de sur de Madrid).

## Servicios
- Escuela Infantil La Comba (pública)
- CEIP Manuel Vázquez Montalbán.
- CEIP Ángel González.
- IES Rafael Frühbeck de Burgos.
- Colegio Antanes School (privado concertado).